# Vrchovištní potok
Vrchovištní potok (německy Hammergrund Bach) je horský potok v okrese Jeseník.

## Průběh toku
Potok vytéká z rozsáhlého rašeliniště ležícího jižně od horské osady Rejvíz z prostoru v okolí Velkého mechového jezírka. Hlavním směrem toku je směr západní. Záhy po opuštění rašeliniště stéká potok do hluboce zaříznutého údolí, jehož svahy vykazují značnou prudkost a převýšení. Brzy se k němu přimyká tzv. Stará cesta – původní komunikace spojující Rejvíz s Jeseníkem – která jej provází v horní polovině toku. Cesta je kopírována modře značenou trasou KČT 2216. Asi v polovině toku se k Vrchovištnímu potoku přimyká pozdější silnice II/453, která jej doprovází až k místu jeho ústí. V závěrečné fázi se údolí poněkud rozevírá a potok vtéká do vsi Dětřichov, která je dnes předměstím Jeseníku. V jeho dolní části se zprava vlévá do říčky Bělé.